# Little Hell
Little Hell'' è il terzo album in studio di City and Colour, progetto del cantautore canadese Dallas Green. Il disco è stato pubblicato nel 2011.

## Tracce
Testi e musiche di Dallas Green.
1. We Found Each Other in the Dark – 4:22
2. Natural Disaster – 3:50
3. The Grand Optimist – 4:05
4. Little Hell – 4:43
5. Fragile Bird – 4:17
6. Northern Wind – 4:16
7. O' Sister – 4:16
8. Weightless – 3:32
9. Sorrowing Man – 4:32
10. Silver and Gold – 4:40
11. Hope for Now – 4:57